# Puerto de Acajutla
El Puerto de Acajutla está ubicado en el distrito de Acajutla y municipio de Sonsonate Oeste, Departamento de Sonsonate, El Salvador.
La Comisión Ejecutiva Portuaria Autónoma (CEPA) es la responsable de administrar las operaciones de los Puertos de Acajutla y La Unión, así como los Ferrocarriles Nacionales de El Salvador (FENADESAL) y el Aeropuerto Internacional de El Salvador. Asimismo, custodia, maneja y almacena mercaderías de importación y exportación bajo el cargo de la Comisión Ejecutiva Portuaria Autónoma CEPA.

## Historia

### Virreinato de Nueva España
El puerto de Acajutla fue el puerto principal de la provincia de Sonsonate. El principal producto del comercio era, al igual que el resto de la capitanía general de Guatemala, el añil. Se trataba de un puerto de menor entidad para el comercio entre los virreinatos de Nueva España y del Perú, con difíciles condiciones para la navegación por la presencia de arrecifes y fuertes corrientes. En la Carta de Relación de 8 de marzo de 1576 de don Diego García de Palacio, se describe el puerto de la siguiente forma:

Es una playa de mucha resaca y tumbo, y no tiene facción ni talle de puerta, de mala y enferma posición, sustentárse los navíos que allí surjen con todos los daños dichos, porque hace la mar en una arecife que hay en la dicha playa una vuelta y resaca de mar tan fuerte que hace estar los navío suspensos sin hacer fuerza en los cables y áncoras, y este solo beneficio tiene para tantos daños y la necesidad precisa que de él tienen y falta de otro tal en toda esta comarca y cercanía en que se hallan los vecinos y mercaderes de la villa de la Trinidad que está poblada en los dichos Izalcos

En el siglo XVIII, el puerto estaba en mal estado, aunque contaba con dos edificios de bodegas que estaban a cargo de los pobladores, estos edificios contaban con 10 piezas de artillería.

#### Puerto Nuevo
Sin embargo, en 1801, el señor Juan Bautista de Irisarri solicitó al capitán general de Guatemala autorización para construir en el puerto de Acajutla un muelle para facilitar el comercio en el puerto y fomentar el comercio del Sur Pacífico. Esta solicitud se contestó el 5 de febrero de 1802, y la construcción del muelle y los edificios de aduana del puerto empezó en 1805. Éste puerto llegó a llamarse Puerto Nuevo.

### El Salvador

#### Puerto mayor
Por Decreto Federal de 10 de diciembre de 1831, el puerto de Acajutla fue declarado puerto mayor de la República Federal de Centro América.

#### Puerto menor (1835)
El título del puerto se derogó por el Decreto Federal de 19 de enero de 1835, que le dio la categoría de puerto mayor al puerto de La Libertad, dejando al puerto de Acajutla con el título de puerto menor.
En el 8 de febrero de 1853, el gobierno Salvadoreño celebró un contrato con el doctor Drivon para que edificara las aduanas y bodegas del Puerto por la suma de 5000 pesos. A fines de mayo de 1854, el muelle construido por el doctor Drivon fue puesto en servicio, en el 15 de agosto de 1855, entregó al gobierno las bodegas y aduanas.

##### El Muelle de Hierro (1871)
El 30 de octubre de 1869, se firmó un contrato entre el gobierno y el coronel Manuel Mendoza y don Joaquín de Matheu con el objeto de construir un muelle de hierro. A fines de 1870, se terminó la construcción del muelle y se puso en servicio en enero de 1871.

#### Puerto Viejo (1900)
En el año de 1900, se trasladó el Puerto de Acajutla. En el nuevo sitio, localizado en el extremo oeste de la ciudad de Acajutla, fue llamado Puerto Viejo. La Compañía del Muelle de Acajutla construyó un muelle de hierro de 700 pies de largo que se conectó con los ferrocarriles del Salvador Railway Company.

## Descripción
La Comisión Ejecutiva del Puerto de Acajutla fue creada el 28 de mayo de 1952. El muelle "A" del puerto fue inaugurado en 21 de abril de 1961, mientras que el muelle "B" fue abierto en 1970. El muelle "C" inició operaciones en 1975.Ocho atracaderos están distribuidos en los tres muelles modernos, equipados para el arribo de todo tipo de buques. 
Opera también desde 2022 una terminal para metaneros que es una Unidad Flotante de Almacenamiento y Regasificación, bautizada BW Tatiana.